# Старий Завіт
Стари́й Запові́т — одна з двох частин Святого Письма, в його основі лежить «Танах» яка поділяється на книги Закону (Тору), Пророків (Невіїм) та Писання (Кетувім), що своєю чергою поділяються на різні відривом часу.

## Історія виникнення
Поняття «Старий Завіт» є калькою з давньогрецької мови на старослов'янську.

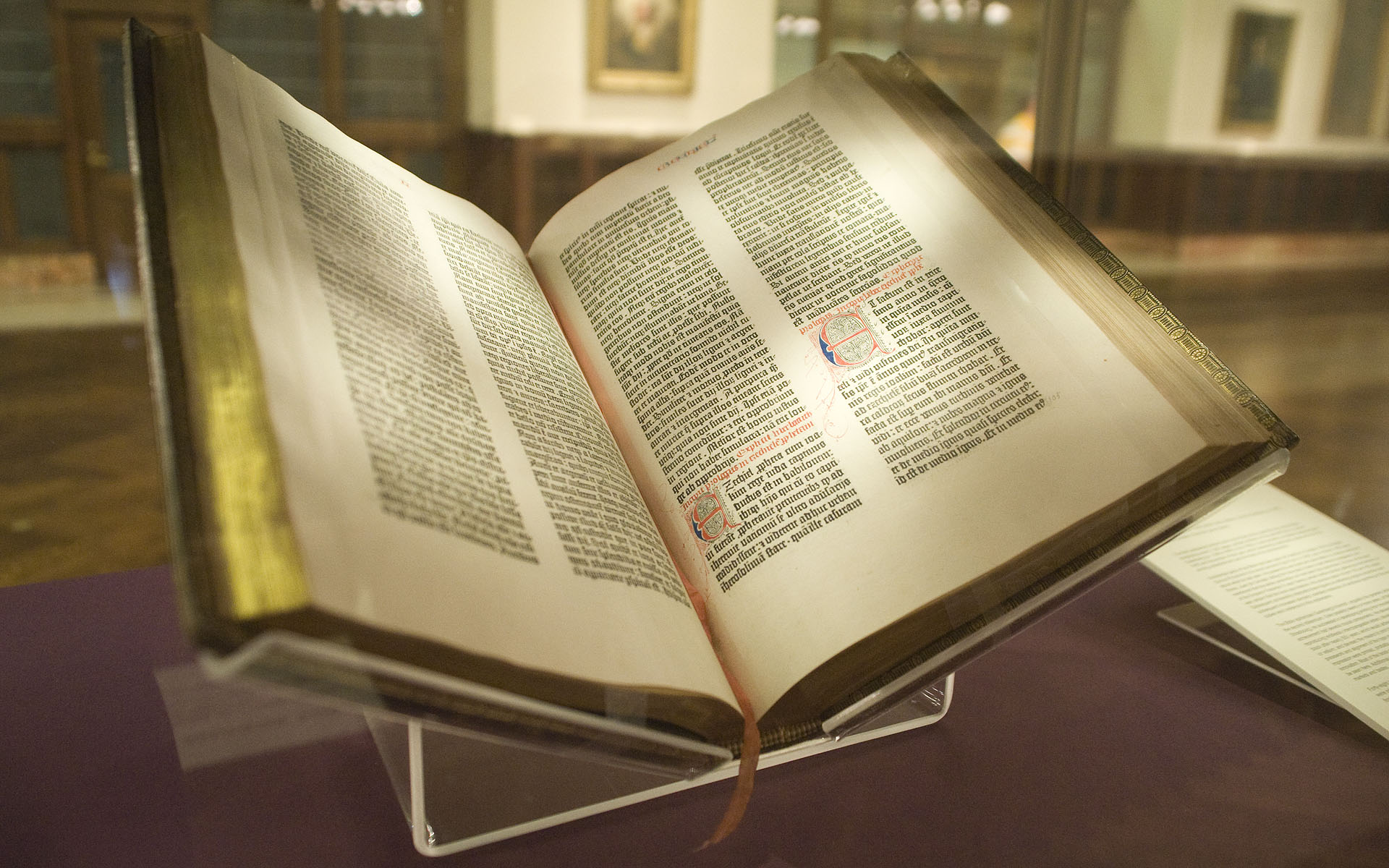
Біблія Гутенберга

Книги Старого Завіту було написано в період з XIII до I ст. до н. е. давньоєврейською мовою, за винятком деяких частин книги пророка Даниїла та книги Ездри, які написали арамейською мовою в період з III ст. до н. е. до I ст. н. е. Старий Заповіт переклали давньогрецькою мовою. Переклад був прийнятий першими християнами та відіграв важливу роль у становленні християнського канону Старого Заповіту.
Текст книг Старого Завіту дійшов до нашого часу у вигляді багатьох давніх та середньовічних манускриптів давньоєврейською, арамейською, латинською, старослов'янською та іншими мовами.
Православна церква у складі «Старого Завіту» нараховує 39 канонічних та 11 неканонічних книг, відрізняючись цим від Римо-католицької церкви, що налічує 47 канонічних книг (додатково включаючи книги: Книга Товита, Книга Юдити, Мудрости, Сираха, Варуха, Лист Єремії, 1 і 2 кн. Макавеїв), або 45, якщо вважати книгу Єремії, Лист та Плач Єремії однією книгою.

## Канон Старого Завіту

Юдейський та Олександрійський канони

### Порівняльна таблиця
| Юдаїзм (24 книги)          | Протестантизм (39 книг)    | Католицтво (46 книг)                           | Православ'я (50 книг)                          |
| -------------------------- | -------------------------- | ---------------------------------------------- | ---------------------------------------------- |
| Тора                       | П'ятикнижжя                | П'ятикнижжя                                    | П'ятикнижжя                                    |
| Буття                      | Буття                      | Буття                                          | Буття                                          |
| Вихід                      | Вихід                      | Вихід                                          | Вихід                                          |
| Левит                      | Левит                      | Левит                                          | Левит                                          |
| Числа                      | Числа                      | Числа                                          | Числа                                          |
| Повторення Закону          | Повторення Закону          | Повторення Закону                              | Повторення Закону                              |
| Невіім                     | Історичні                  | Історичні                                      | Історичні                                      |
| Книга Ісуса Навина         | Книга Ісуса Навина         | Книга Ісуса Навина                             | Книга Ісуса Навина                             |
| Книга Суддів               | Книга Суддів               | Книга Суддів                                   | Книга Суддів                                   |
| Книга Рут                  | Книга Рут                  | Книга Рут                                      | Книга Рут                                      |
| Книга Самуїлова            | Перша книга Самуїлова      | Перша книга Самуїлова (або Перша книга царств) | Перша книга Самуїлова (або Перша книга царств) |
| Книга Самуїлова            | Друга книга Самуїлова      | Друга книга Самуїлова (або Друга книга царств) | Друга книга Самуїлова (або Друга книга царств) |
| Книга царів                | Перша книга царів          | Перша книга царів (або Третя книга царств)     | Перша книга царів (або Третя книга царств)     |
| Книга царів                | Друга книга царів          | Друга книга царів (або Четверта книга царств)  | Друга книга царів (або Четверта книга царств)  |
| Книга хроніки              | Перша книга хроніки        | Перша книга хроніки                            | Перша книга хроніки                            |
| Книга хроніки              | Друга книга хроніки        | Друга книга хроніки                            | Друга книга хроніки                            |
|                            |                            |                                                | Книга Ездри                                    |
| Книга Ездри-Неемії         | Книга Ездри                | Книга Ездри                                    | Друга книга Ездри                              |
| Книга Ездри-Неемії         | Книга Неемії               | Книга Неемії                                   | Книга Неемії                                   |
|                            |                            | Книга Товита                                   | Книга Товита                                   |
| Книга Юдити                | Книга Юдити                |                                                |                                                |
| Книга Естер                | Книга Естер                | Книга Естер                                    | Книга Естер                                    |
|                            |                            | Перша книга Макавеїв                           | Перша книга Макавеїв                           |
| Друга книга Макавеїв       | Друга книга Макавеїв       |                                                |                                                |
|                            | Третя книга Макавеїв       |                                                |                                                |
| Третя книга Ездри          |                            |                                                |                                                |
| Четверта книга Макавеїв    |                            |                                                |                                                |
| Кетувім                    | Мудрість                   | Мудрість                                       | Мудрість                                       |
| Книга Йова                 | Книга Йова                 | Книга Йова                                     | Книга Йова                                     |
| Книга Псалмів              | Книга Псалмів              | Книга Псалмів                                  | Книга Псалмів                                  |
|                            |                            |                                                | Молитва Манасії                                |
| Книга приказок Соломонових | Книга приказок Соломонових | Книга приказок Соломонових                     | Книга приказок Соломонових                     |
| Книга Екклезіястова        | Книга Екклезіястова        | Книга Екклезіястова                            | Книга Екклезіястова                            |
| Пісня над піснями          | Пісня над піснями          | Пісня над піснями                              | Пісня над піснями                              |
|                            |                            | Книга Мудрости                                 | Книга Мудрости                                 |
| Книга Сираха               | Книга Сираха               |                                                |                                                |
| Невіім                     | Пророки                    | Пророки                                        | Пророки                                        |
| Книга пророка Ісаї         | Книга пророка Ісаї         | Книга пророка Ісаї                             | Книга пророка Ісаї                             |
| Книга пророка Єремії       | Книга пророка Єремії       | Книга пророка Єремії                           | Книга пророка Єремії                           |
| Плач Єремії                | Плач Єремії                | Плач Єремії                                    | Плач Єремії                                    |
|                            |                            | Книга пророка Варуха                           | Книга пророка Варуха                           |
| Лист Єремії                |                            | Книга пророка Варуха                           |                                                |
| Книга пророка Єремії       | Книга пророка Єремії       | Книга пророка Єремії                           | Книга пророка Єремії                           |
| Книга пророка Даниїла      | Книга пророка Даниїла      | Книга пророка Даниїла                          | Книга пророка Даниїла                          |
|                            | 12 пророків                |                                                |                                                |
| 12 пророків                | Книга пророка Осії         | Книга пророка Осії                             | Книга пророка Осії                             |
| 12 пророків                | Книга пророка Йоіла        | Книга пророка Йоіла                            | Книга пророка Йоіла                            |
| 12 пророків                | Книга пророка Амоса        | Книга пророка Амоса                            | Книга пророка Амоса                            |
| 12 пророків                | Книга пророка Овдія        | Книга пророка Овдія                            | Книга пророка Овдія                            |
| 12 пророків                | Книга пророка Йони         | Книга пророка Йони                             | Книга пророка Йони                             |
| 12 пророків                | Книга пророка Михея        | Книга пророка Михея                            | Книга пророка Михея                            |
| 12 пророків                | Книга пророка Наума        | Книга пророка Наума                            | Книга пророка Наума                            |
| 12 пророків                | Книга пророка Авакума      | Книга пророка Авакума                          | Книга пророка Авакума                          |
| 12 пророків                | Книга пророка Софонії      | Книга пророка Софонії                          | Книга пророка Софонії                          |
| 12 пророків                | Книга пророка Огія         | Книга пророка Огія                             | Книга пророка Огія                             |
| 12 пророків                | Книга пророка Захарія      | Книга пророка Захарія                          | Книга пророка Захарія                          |
| 12 пророків                | Книга пророка Малахії      | Книга пророка Малахії                          | Книга пророка Малахії                          |

### Юдейський канон

#### Тора (Закон)
До книг Закону (Тора) відносять п'ять творів:
- Перша книга Мойсея: Берешит (Буття)
- Друга книга Мойсея: Шмот (Вихід)
- Третя книга Мойсея: Ваїкра (Левит)
- Четверта книга Мойсея: Бемідбар (Числа)
- П'ята книга Мойсея: Дварим (Повторення закону або Второзаконня)

#### Пророки

##### Ранні пророки
1. Книга Ісуса Навина (Книга Єгошуа)
2. Книга Суддів
3. Перша книга Самуїлова
4. Друга книга Самуїлова
5. Перша книга царів
6. Друга книга царів

##### Пізні пророки
1. Книга пророка Ісаї
2. Книга пророка Єремії
3. Книга пророка Єзекіїля
4. Книга пророка Осії
5. Книга пророка Йоіла
6. Книга пророка Амоса
7. Книга пророка Овдія
8. Книга пророка Йони
9. Книга пророка Михея
10. Книга пророка Наума
11. Книга пророка Авакума
12. Книга пророка Софонії
13. Книга пророка Огія
14. Книга пророка Захарія
15. Книга пророка Малахії

#### Писання

##### Поезія
1. Книга Псалмів
2. Книга приказок Соломонових
3. Книга Йова

##### П'ять сувоїв
1. Пісня над піснями
2. Книга Рут
3. Плач Єремії
4. Книга Екклезіястова (або Проповідника)
5. Книга Естер

##### Пророцтво
1. Книга пророка Даниїла

##### Історія
1. Перша книга хроніки
2. Друга книга хроніки
3. Книга Ездри
4. Книга Неемії

### Олександрійський канон (Септуагінта)

#### П'ятикнижжя Мойсеєве (Закон)
До книг Закону (Тора) відносять п'ять творів:
1. Перша книга Мойсеєва: Буття
2. Друга книга Мойсеєва: Вихід
3. Третя книга Мойсеєва: Левит
4. Четверта книга Мойсеєва: Числа
5. П'ята книга Мойсеєва: Повторення Закону

#### Книги історичні
1. Книга Ісуса Навина (Книга Єгошуї)
2. Книга Суддів
3. Книга Рут
4. Перша книга Самуїлова (або Перша книга царств)
5. Друга книга Самуїлова (або Друга книга царств)
6. Перша книга царів (або Третя книга царств)
7. Друга книга царів (або Четверта книга царств)
8. Перша книга хроніки
9. Друга книга хроніки
10. Книга Ездри
11. Друга книга Ездри
12. Книга Неемії
13. Книга Естер

#### Книги навчальні поетичні
1. Книга Йова
2. Книга Псалмів
3. Книга приказок Соломонових
4. Книга Екклезіястова (або Проповідника)
5. Пісня над піснями

#### Книги пророцькі

##### Книги великих пророків
1. Книга пророка Ісаї
2. Книга пророка Єремії
3. Плач Єремії
4. Книга пророка Єзекіїля

##### Книги малих пророків
1. Книга пророка Даниїла
2. Книга пророка Осії
3. Книга пророка Йоіла
4. Книга пророка Амоса
5. Книга пророка Овдія
6. Книга пророка Йони
7. Книга пророка Михея
8. Книга пророка Наума
9. Книга пророка Авакума
10. Книга пророка Софонії
11. Книга пророка Огія
12. Книга пророка Захарія
13. Книга пророка Малахії